# Jaisalmer (Staat)
Jaisalmer (Hindi: जैसलमेर, Jaisalmer) war einer der Fürstenstaaten der Rajputen im heutigen Rajasthan (Britisch-Indien), benannt nach seiner gleichnamigen Hauptstadt.

## Geschichte
Das Hindu-Fürstenhaus von Jaisalmer führt seinen Ursprung zurück auf die Bhati-Rajputen, die seit dem 7. Jahrhundert das Land Tanot beherrschten; seit dem 10. Jahrhundert war allerdings auch ein Zweig der Chavdas im Raum Jaisalmer aktiv. Im Jahr 1156 gründete Rawal Jaisal Stadt und Staat Jaisalmer. Rawal Bhim Singh (1578–1624) wurde Verbündeter der Großmoguln von Delhi und Rawal Sahal Singh (1651–1661) deren Vasall. Sein Nachfolger Amar Singh (1661–1702) wurde zum Maharawal erhoben, seit 1891 lautete der Titel Maharajadhiraj Maharawal.
1818 wurde Jaisalmer britisches Protektorat. Der Fürstenstaat hatte 1941 eine Fläche von 41.440 km² und ca. 80.000 Einwohner.
Am 30. März 1949 erfolgte der Beitritt zur Union von Rajasthan, am 7. April 1949 der Anschluss an Indien. Am 1. November 1956 wurde der Fürstenstaat aufgelöst.